# Segunda geração de computadores
A segunda geração de computadores (1959-1964) foi caracterizada pela criação dos transístores, que vieram a substituir as válvulas eletrônicas. Esses componentes, além de serem menores, eram mais eficientes e mais baratos. 
O computador passou por diversas transformações e foi se aperfeiçoando ao longo do tempo, acompanhando o avanço das áreas da matemática, engenharia, eletrônica. É por isso que não existe somente um inventor.
Foram nos anos Pós-Segunda Guerra Mundial, que com a incorporação das novas tecnologias então desenvolvidas, o projeto computador se tornou realidade. De acordo com os sistemas e ferramentas utilizados, a história da computação está dividida em Cinco gerações de computadores.
O marco da segunda geração (1955-1964) foi a substituição das válvulas para o transistores, revolucionou a eletrônica em geral, assim com os computadores trazendo consigo vantagens como a diminuição de peso, um computador que antes pesava cerca de 30 toneladas, no caso do ENIAC, passou a pesar cerca de apenas 1 tonelada ou menos, a proporção dos transistores é muito menor em relação as válvulas, tornando assim também o tamanho dos computadores menores, os transistores não exigiam um tempo de pré-aquecimento como as válvulas, o custo mais barato, consumiam menos energia, a geração de calor era bem menor.
A programação desse tipo de máquina era feita diretamente em sua linguagem, conhecida como Assembly, essa linguagem era feita através da perfuração de cartões, esse processo de perfuração demandava uma grande quantidade de tempo, o armazenamento era feito por meio de fitas magnéticas.